# Roll Away Your Stone
Roll away your stone I will roll away mine
Together we can see what we will find
Don't leave me alone at this time
For I am afraid of what I will discover inside
You told me that I would find a home
Within the fragile substance of my soul
And I have filled this void with things unreal
And all the while my character it steals
And darkness is a harsh term don't you think
And yet it dominates the things I see
It seems that all my bridges have been burned
But you say 'That's exactly how this grace thing works'
It's not the long walk home that will change this heart
But the welcome I receive with every start
Darkness is a harsh term don't you think
And yet it dominates the things I see
Darkness is a harsh term don't you think
And yet it dominates the things I see
Stars hide your fires
For these here are my desires
And I won't give them up to you this time around
And so I'll be found
With my stake stuck in this ground
Marking the territory of this newly impassioned soul
Stars hide your fires
For these here are my desires
And I won't give them up to you this time around
And so I'll be found
With my stake stuck in this ground
Marking the territory of this newly impassioned soul
And you, you've gone too far this time
You have neither reason nor rhyme
With which to take this soul that is so rightfully mine
Roll Away Your Stone è il quarto singolo della band folk rock inglese Mumford & Sons, tratto dall'album Sigh No More. Il brano ha una introduzione in versione strumentale, ispirata al ballo tradizionale Irish jig "Merrily Kissed the Quaker".
Il brano è apparso nel film documentario del 2012, Kony 2012.

## Interpretazione del brano
Il gruppo afferma che la canzone è enormemente ispirata al Macbeth di Shakespeare. Infatti il ritornello del brano («Stars hide your fires/ And these here are my desires») cita una strofa di Macbeth nell'atto 1, scena 4: «Stars, hide your fires / Let not light see my black and deep desires». Viene ripresa la scena in cui Lady Macbeth ricorda al protagonista di fare l'uomo e di non soccombere alla follia, alla paura o alla codardia. Essendo il personaggio di Macbeth, un uomo debole, è avido e ambizioso per il trono, e sembra che lui la supplichi di guidarlo, poiché la sua coscienza gli rammenta che l'assassinio di un Re è sbagliato.
Secondo un'interpretazione in chiave moderna, il brano tratta della condizione umana delle società occidentali contemporanee, e della natura minacciosa e dannosa dell'omogeneizzazione delle persone sotto l'influenza di uno stile di vita capitalista e di cultura dei consumi, in cui, si perde se stessi come persone uniche e diventando nessuno.
Le "Rolling Stones" sembrano pietre su cui ci si aggrappa e che tengono divisi gli uni dagli altri, come unici e veri. Se le si fa rotolare, si potrebbe vedere qual è la vera natura della propria relazione reciproca e chi si dovrebbe essere nel mondo.

## Tracce
- iTunes / CD / 7" Vinile[7]

| N° | Titolo                                                    | Durata | Anno |
| -- | --------------------------------------------------------- | ------ | ---- |
| 1. | Roll Away Your Stone                                      | 4:23   | 2009 |
| 2. | Whithe Blank Page (Live allo Sheperd Bush Empire Theatre) | 4:20   | 2009 |

## Classifiche
| Classifiche internazionali (2010-2011)       | Posizione |
| -------------------------------------------- | --------- |
| Belgium (Ultratop Flanders)                  | 15        |
| UK Singles (Official Charts Company)         | 141       |
| \| US Adult Alternative Songs (Billboard) \| | 5         |
| US Alternative Songs (Billboard)             | 10        |
| US Adult Alternative Songs (Billboard)       |           |

## Pubblicazione e distribuzione
| Paese       | Data          | Formato   | Etichetta      |
| ----------- | ------------- | --------- | -------------- |
| Regno Unito | 3 giugno 2010 | Digitale  | Island Records |
| Regno Unito | 7 giugno 2010 | CD        | Island Records |
| Regno Unito | 7 giugno 2010 | Vinile 7" | Island Records |
| USA         | 7 giugno 2011 | Radio     | Glassnote      |